# Опарино (Вологодская область)
Опа́рино — деревня в Вытегорском районе Вологодской области.
Входит в состав Андомского сельского поселения, с точки зрения административно-территориального деления — в Андомский сельсовет.
Расстояние по автодороге до районного центра Вытегры — 37,5 км, до центра муниципального образования села Андомский Погост — 5,5 км. Ближайшие населённые пункты — Гонево, Гуляево, Коровкино, Сорокополье, Сорочье Поле.
По переписи 2002 года население — 6 человек.